# Lago di Guardialfiera
Il lago di Guardialfiera o del Liscione è un invaso artificiale formato negli anni sessanta-settanta dall'innalzamento di una diga sul fiume Biferno in Molise al fine di fornire acqua potabile ai paesi circostanti per uso domestico, agricolo e industriale.

## Descrizione
Lo sbarramento è di tipo "a gravità", costituito da un terrapieno impermeabilizzato nella parte interna con uno spesso strato di calcestruzzo.
Lo specchio d'acqua ha una superficie massima di 7,45 km² e il bacino idrografico sotteso ha un'area di 1043 km²; la profondità del lago varia da 2 a 3 metri con punte di oltre 20 metri e il fondo è prevalentemente sabbioso e ciottoloso.
Il lago, di forma allungata da sud-ovest verso nord-est, è per gran parte affiancato dalla strada statale 647 di Fondo Valle del Biferno che con un complesso di viadotti ne sovrasta gran parte.
Per realizzare il lago e la diga venne sommerso dalle acque un antico ponte, presumibilmente romano: si tratta del Ponte di S. Antonio o Ponte di Annibale, visibile nei periodi estivi di secca nelle vicinanze del Monte Peloso. Il ponte è tornato visibile dal 1 settembre 2017 fino al 30 novembre 2017 circa e da maggio 2021 è nuovamente visibile.

## Fauna
Le specie di pesci autoctone più diffuse sono il cavedano, la tinca e il luccio, tuttavia sono presenti anche specie endemiche meritevoli di particolare tutela perché minacciate di estinzione ossia l'alborella appenninica (Alburnus albidus) e la scardola tirrenica (Scardinius scardafa) che vengono predate dalle specie alloctone, tra le quali: persico trota, carpe, pesci gatto e trote arcobaleno.
Questo fa sì che il lago sia meta ambita di pescatori provenienti da ogni parte, soprattutto praticanti di pesca sportiva, ma la pesca nel bacino è consentita solo a chi è munito di regolare licenza.